# Remy Siemsen
Remy Dianne Siemsen, född 10 november 1999 i St Leonards, New South Wales, är en australisk fotbollsspelare som spelar för Sydney FC. Hon har bland annat representerat Australien i U20-landslaget. 

## Karriär
Efter sin debutsäsong i australiska W-League vid 16 års ålder, utsågs hon till W-League "Young Footballer of the Year".
Den 28 mars 2022 värvades Siemsen av AIK. I november 2022 lämnade hon klubben och återvände till Sydney FC.